# 최남옥
최남옥(1982년 3월 15일 ~ )은 대한민국의 양궁 선수이다.